# Augusto Tretti
Lallo Gori, né le 19 juin 1924 à Vérone (Vénétie) et mort le 7 juin 2013 dans la même ville, est un réalisateur, scénariste et acteur italien.

## Biographie
Engagé dans l'armée depuis quelques semaines seulement, il est capturé par les troupes allemandes le 8 septembre dans une caserne de Vérone. Il s'évade et rejoint la Résistance dans la région de Garde. Il suit des cours de droit, mais l'environnement universitaire s'avère ne pas lui convenir. C'est à ce moment qu'il commence sa carrière de cinéaste, réalisant des courts métrages « anti-religieux » qui ont depuis été perdus. Désireux de poursuivre une carrière de cinéaste, il s'installe à Rome au milieu des années 1950, où il fréquente les cercles culturels de la capitale, qui voit alors la présence de grands noms du cinéma italien, comme Ennio Flaiano, Federico Fellini et Michelangelo Antonioni.
Remarqué par Federico Fellini, il est appelé par lui pour collaborer à son film Il bidone, qui est considéré comme un fiasco commercial.
Il meurt le 7 juin 2013 à l'âge de 88 ans.

## Filmographie
- 1962 : La legge della tromba (it)
- 1971 : Il potere (it)
- 1980 : Alcool (it), documentaire
- 1983 : Mediatori e carrozze (it), court-métrage documentaire